# Mesolita
La mesolita es un mineral de la clase de los tectosilicatos, y dentro de esta pertenece al llamado “grupo de las zeolitas” y subgrupo de la natrolita. Fue descubierta en 1816 en las Islas Cíclope al noreste de Catania, en la isla de Sicilia (Italia), siendo nombrada así del griego mesos que significa "en medio", en alusión a su composición química intermedia entre natrolita y escolecita. Sinónimos poco usados son: poonalita, piedra-algodón o harringtonita.

## Características químicas
Químicamente es un aluminio-silicato de sodio y calcio hidratado, del ggrupo de las llamadas zeolitas auténticas.
Además de los elementos de su fórmula, suele llevar como impureza el elemento potasio, que le da tonalidades.

## Formación y yacimientos
Se encuentra rellenando cavidades en la roca ígnea basalto y otras rocas similares, también en andesitas, pórfidos y rocas hidrotermales.
Suele encontrarse asociado a otros minerales como: natrolita, escolecita, otras zeolitas o calcita.